# (4667) Robbiesh
(4667) Robbiesh est un astéroïde de la ceinture principale.

## Description
(4667) Robbiesh est un astéroïde de la ceinture principale. Il fut découvert le 4 novembre 1986 à Siding Spring par Robert H. McNaught. Il présente une orbite caractérisée par un demi-grand axe de 2,67 UA, une excentricité de 0,09 et une inclinaison de 11,2° par rapport à l'écliptique.

## Compléments